# Junior Parker
„Little“ Junior Parker (* 27. Mai 1932 in Clarksdale, Mississippi, als Herman Parker Jr.; † 18. November 1971 in Blue Island, Illinois) war ein US-amerikanischer Blues-Sänger und Mundharmonikaspieler. Parker spielte Anfang der 1950er-Jahre für das Label Sun Records einige Hits ein, die später auch von Rockabilly-Musikern wie Elvis Presley und Hayden Thompson aufgenommen wurden.

## Leben

### Kindheit und Jugend
Junior Parker wurde 1932 im Staat des Delta Blues, Mississippi, geboren. Als Jugendlicher lernte er den Blues von Sonny Boy Williamson, seinem Mentor, und trat mit Gospel-Chören auf. 1949 trat er – noch sehr jung – mit Howlin’ Wolf auf.

### Karriere
Anfang der 1950er Jahre spielte Parker in den Beale Streeters und gründete 1951 seine eigene Band, die Blue Flames.
Ike Turner entdeckte ihn 1952 und besorgte ihm einen Plattenvertrag mit Modern Records, einem Label, das von den Bihari-Brüdern geführt wurde und auf Rhythm and Blues spezialisiert war. Die erste Aufnahme war You're My Angel.
Parkers Modern-Single zog die Aufmerksamkeit von Sam Phillips auf sich, der in Memphis, Tennessee, sein Label Sun Records hatte. Phillips nahm Parker unter Vertrag und bereits 1953 folgte der erste Hit mit Feelin' Good, das Platz fünf der R&B-Charts erreichte. Noch im selben jahr gelangen Parker mit Mystery Train und Love My Baby zwei weitere R&B-Hits. Während Mystery Train 1955 von Elvis Presley gecovert wurde, fand Love My Baby Ende 1956 in der Interpretation von Hayden Thompson Eingang in die Rockabilly-Szene.
Parker wechselte 1953 zu Duke Records und ging mit Johnny Ace und Bobby Blue Bland auf Tournee. Mit letzterem leitete Parker auch die Blues Consolidated Revue, mit der er bis 1966 weitere Hits verzeichnen konnte; Driving Wheel und Sweet Home Chicago, beide von Roosevelt Sykes, Mother-in-Law Blues von Don Robey sowie sein eigenes Stück Stand by Me.
Mitte der 1960er-Jahre ließ der Erfolg nach, trotzdem nahm Parker weiterhin für Labels wie Mercury Records, Blue Rock Records, Minit Records und Capitol Records auf. Parker starb 1971 an einem Hirntumor. 2001 wurde Junior Parker in die Blues Hall of Fame aufgenommen.